# خفسین
خفسین (به عربی: خفسین) یک روستا در سوریه است که در ناحیه صوران واقع شده‌است. خفسین ۹۶۰ نفر جمعیت دارد.